# オランダの自転車交通
オランダでは、自転車が一般的であり、人気のある交通手段である。自転車は買い物や通勤・通学など短距離移動に主に用いられ、レジャーでもよく使われる。
国土の1/4が海抜より低いオランダの国土は極めて平坦であり、最高地点でもドイツとの国境近くにあるファールス山（322.5m）に過ぎない。
2007年のデータでは、移動の際に用いられる交通手段としてのシェアは27％を占め、人口1人あたりの自転車台数は1.3台で世界一である。特に7.5キロ未満の移動では最もよく用いられる交通手段で、34％の割合を占める。
オランダは自転車道が発達しており、国内のあらゆる地域や、国境を接するベルギーやドイツまで広がっている。この国では道路と同様に自転車道が重視されており、例えばマーストリヒトからアムステルダムまでといった長距離を含め、あらゆる都市の間を自転車道で移動できる。自転車道の質は大変高く、高速での移動が可能である。自転車道は、信号、トンネル、車線などについて、独自のルールがある。

## オランダとサイクリング
オランダへの旅行者は、自転車を借りて観光することが多い。自転車用ヘルメットは、ほとんど使われていない。オランダの人々や政府はヘルメットを不要と考えており、着用を定める法律も存在しない。
オランダで自転車の人気が高い理由は様々である。国土は小さく低平で、自転車でそれほど体力を使わず、安価に移動できる。多くのサイクリストは「クリティカル・マス」を形成し、自転車利用者の要望が都市政策のあらゆる分野に取り入れられるよう主張している。市街地は多くの場合、自転車利用者と歩行者が自動車よりも優先されるようになっている（woonerfs、コミュニティ道路）。
自転車道路は連続して整備されており、分かりやすい標識が設置され、保守も行き届いている。道路との交差点では、自転車優先になっている場合が多い。子どもの通学はたいてい自転車を用い、早い時期から自転車に慣れ親しむようになる。高校生の場合は15キロ以上の距離を自転車通学することも多い。
保守整備をあまり必要とせず荷物の運搬に適している実用車が多いが、ロードバイクからベロモービルまで、あらゆる種類、速度の自転車が自転車道を利用する。国中には自転車店が多く存在し、ほとんどの鉄道駅に自転車店がある。
ほとんどの自動車ドライバーは自転車も利用するため、自転車の立場をよく理解しており、法制度や保険も自転車に有利となっているため、ドライバーは自転車によく注意して運転する。また市街地は自動車利用を制限するよう設計され、駐車場も少ないため、自動車が利用しにくい。
こうした好条件が重なって、雨や風の多い気候、平地の強い向かい風、自転車泥棒の多さといった悪条件を上回っている。

## 道路の通行区分
多くの道路では、1～2車線の自転車車線が付設されている。そうでない場合は自転車と自動車が混合して走ることになる。高速道路では自転車は認められず、トンネルでは認められないか、自転車専用の場所が設けられている。
歩行者は歩道を用いるか、道路を自転車と同じ立場で通行し、自転車車線か自動車の車線を通る。自動車車線の場合、自転車は右側通行だが、歩行者は左側通行となる。自転車が通れる道路やトンネルは、歩行者も通行可能である。

## 自転車道

### 自転車道の構造

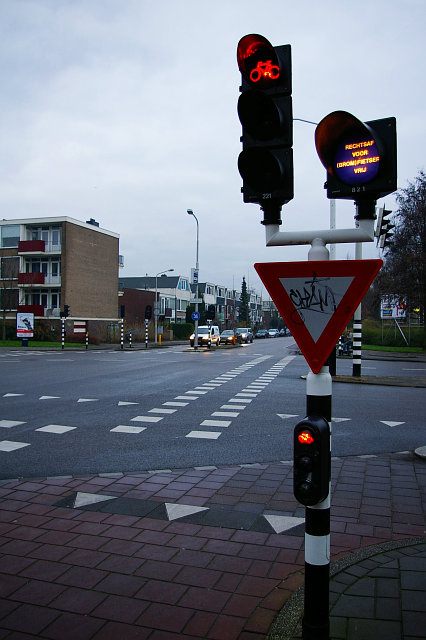
自転車用の信号

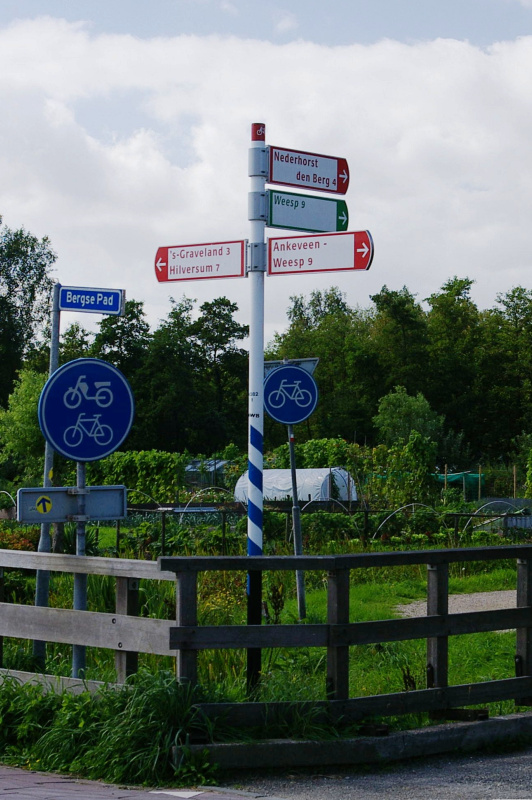
自転車道の標識

路側帯
道路には路側帯が設けられていることがある。破線で区切られており、大都市内で多い。路面が黄色または赤色で塗られていたり、道路の左右両側に設置されている場合もある。
分離路
分離路は道路と並行しているが、車道から区分されて、左右両側に設けられている。地方部では独立した自転車道となっていることもあるが、都市部ではより複雑になる。

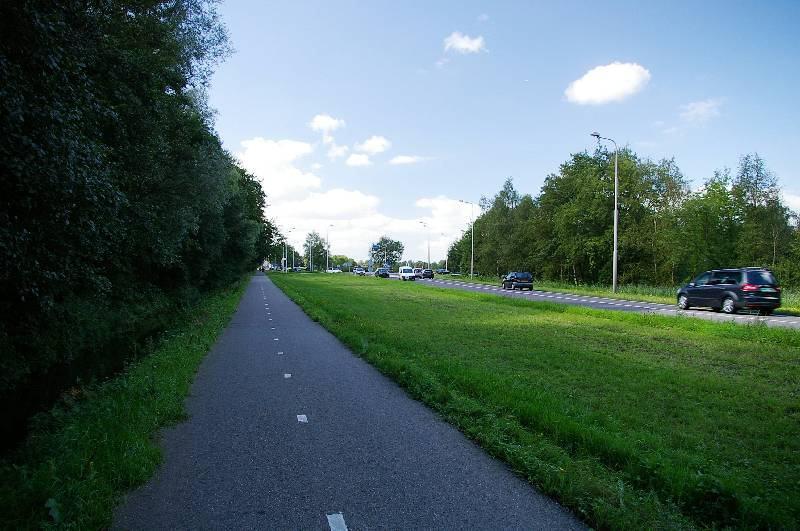
双方向自転車道
双方向（デュアル）自転車道はオランダで特徴的である。自動車の道路と同様、中央部を車線で区切ってある。都市部や、都市間の重要路線で多く見られる。
地方部
地方では自転車道がないことが多い。時々、砂利道が自転車道の一部となっていることもある。チューリップ畑や海沿いなどを走るルートや、休憩場所を示す地図がしばしば配られている。

### 信号
自転車道は独自の交通規則を持っている。交差点には信号があり、自動車用の大きい信号と、自転車用の小さな信号がある。自転車側が押しボタン式となっている場合もある。形態としては自動車用の信号をそのまま小さくしたものと、信号点灯部が自転車のサインになっているものがある。道路上では、自転車と自動車のどちらが優先となるかが示されている。多くの場合、信号を回避できる自転車道があり、自転車利用者が自動車よりスムーズに移動できるようになっている。

### 標識
自転車道の標識は自動車道と同様、最寄の町への方向と距離を示している。また自動車道と同様に横断歩道も存在する。標識の中には赤色で通常のルート、緑色で景色のよいルートを示している場合もある。

### 駐輪場
市街地や店で駐輪する際は、前輪を固定し、施錠する場合が多い。また、数千台を収容できる大規模な駐輪場もある。駅には大きな駐輪場が付設され、また監視員付きの有料駐輪場も多い。オランダの政策により、すべての商店には駐輪場が付設されている。

## 都市間のサイクリング
レンタサイクルは全国で利用可能で、ほとんどの大きな町には、修理などの必要な設備を有した自転車店がある。スーパーマーケットなどの店には駐輪場がある。駐輪の際は、施錠する必要がある。オランダでは自転車で1時間20キロ程度を移動することが一般的で、オランダ国内や近隣諸国まで、自転車で行くことができる。地図は以下の2種がある。
- ルートマップ：地形よりも道路情報を示す地図で、レジャーを目的とし、観光向けの店で販売されている。

- ナショナルマップ：全国を網羅し、国内の自転車道を表示している。都市内だけでなく、都市間の移動にも役立つ。値段が高くページ数が多いこともあるが、旅行者向けの店で広く入手できる。

## 自転車の輪行
輪行は鉄道、航空、船で可能だが、バスでは認められない。

### 鉄道
鉄道では折り畳み自転車が一番運びやすく、一般の自転車は、指定された自転車用の車両を用いる。折り畳み自転車の持ち込みは無料だが、そうでない場合は1日間有効の切符を購入する必要がある。多くの場合、混雑時には一般の自転車の持ち込みはできない。

### 船
船の場合、自転車の持ち込みは有料である。

### 航空
飛行機でも自転車が運べるが、梱包し、場合によっては分解しなければならない。また手荷物としての料金を徴収されることがある。この場合も、折り畳み自転車での移動が簡単である。